# Barygenys cheesmanae
Barygenys cheesmanae är en groddjursart som beskrevs av Parker 1936. Barygenys cheesmanae ingår i släktet Barygenys och familjen Microhylidae. IUCN kategoriserar arten globalt som otillräckligt studerad. Inga underarter finns listade.